# Albert Châtelet (Mathematiker)

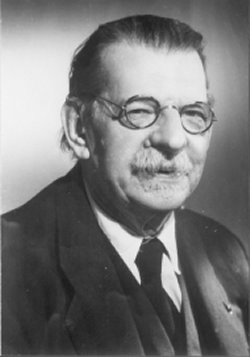
Albert Châtelet

Albert Châtelet (* 24. Oktober 1883 in Valhuon, Département Pas-de-Calais; † 30. Juni 1960 in Paris) war ein französischer Mathematiker und Politiker.

## Leben
Châtelet studierte von 1905 bis 1908 an der École normale supérieure Mathematik und war nach seinem Lehrerexamen (Agrégation) Gymnasiallehrer in Tours. Er promovierte 1911 (Sur certains ensembles de tableaux et leur application à la théorie des nombres). Danach war er Dozent für Mathematik an École centrale de Lille (Institut industriel du Nord) und gleichzeitig ab 1919 Maître de Conférences für Mechanik an der Universität Lille, ab 1920 Professor für Mathematik und schließlich für Theoretische Mechanik (Mécanique Rationnelle). 1924 bis 1937 war er Rektor der Académie de Lille. Danach war er bis 1940 unter dem Minister Jean Zay für das höhere Schulwesen im französischen Erziehungsministerium zuständig.
Ab 1940 war er auch Professor in Paris, ab 1945 ging er an die Faculté de Science der Universität Paris als Professor für Zahlentheorie. 1949 bis 1954 war er als Nachfolger von Jean Cabannes Direktor der Faculté de Science in Paris. In seine Zeit fällt der Aufbau des Campus der Universität Paris in Jussieu an Stelle der alten Weinhändlerhallen. 
Von 1955 bis 1960 war er Präsident der Gesellschaft Union Rationaliste, die zuvor schon Paul Langevin und Frédéric Joliot-Curie zu ihren Präsidenten zählte. 1958 trat er gegen Charles de Gaulle als Präsidentschaftskandidat der linken, nicht kommunistischen Sammelbewegung Union des forces démocratiques (UFD) an, die sich nach der Wahl wieder auflöste. Er bekam 8,4 Prozent der Stimmen.
Als Mathematiker machte er die Arbeiten der deutschen zahlentheoretischen Schule (zum Beispiel Helmut Hasse) in Frankreich bekannt. Zu seinen Doktoranden zählt André Néron. 
Er war Herausgeber von Band 5 der Werke von Henri Poincaré.
Ein Universitätszentrum im 5. Arrondissement von Paris und ein Preis des CNRS (Albert-Châtelet-Medaille) sind nach ihm benannt. 1947 war er Präsident der Société Mathématique de France. 1955 wurde er Mitglied der Ehrenlegion (Offizier), 1956 erhielt den Ordre des Palmes Académiques (Commandeur).
Sein Sohn François Châtelet war ebenfalls ein Mathematiker, der sich auch mit Zahlentheorie beschäftigte.